# Thibaudia apophysata
Thibaudia apophysata är en ljungväxtart som beskrevs av Hørold. Thibaudia apophysata ingår i släktet Thibaudia och familjen ljungväxter. Inga underarter finns listade i Catalogue of Life.